# Диабазовые
Диаба́зовые — группа из двух островов в море Лаптевых в центральной части архипелага Северная Земля (Россия). Административно относятся к Таймырскому Долгано-Ненецкому району Красноярского края.
Расположены в 1,7 километрах от мыса Обрывистого — крайней юго-восточной точки острова Комсомолец.
Больший остров имеет чуть более 700 метров в длину и около 300 метров в ширину; меньший — 450 метров в длину и 250 в ширину. Берега большего обрывисты, наивысшая точка — 59 метров, меньший остров — пологий, без существенных возвышенностей. Расстояние между островами — около 300 метров. Отдельных названий не имеют.

## Топографические карты
- Лист карты U-47-XXXI,XXXII,XXXIII бух. Кренкеля. Масштаб: 1 : 200 000. Состояние местности на 1988 год. Издание 1992 г.